# 에리쿠브 환초
에리쿠브 환초(Erikub Atoll)는 태평양에 위치한 마셜 제도의 환초로, 라타크 열도에 속하며 6개 섬으로 구성된 환초이다. 웟제 환초 남쪽에 위치하며 육지 면적은 1.53km2, 석호 면적은 230km2이다.